# آنتدورف
آنتدورف (به آلمانی: Antdorf) یک شهر در آلمان است که در بایرن واقع شده‌است.

## خصوصیات
آنتدورف ۲۲٫۳۷ کیلومترمربع مساحت دارد ۶۳۱ متر بالاتر از سطح دریا واقع شده‌است.